# Феликс Паслак
Феликс Паслак (на немски: Felix Passlack) (роден на 29 май 1998 г. в Ботроп, Германия) е германски футболист, играе като дясно крило и се състезава за Бохум.

## Клубна кариера

### Борусия Дортмунд
На 2 март 2016 г. прави дебюта си в професионалния футбол в Бундеслигата при победата с 2:0 срещу Дармщат 98.